# Togalu Gombeyaata

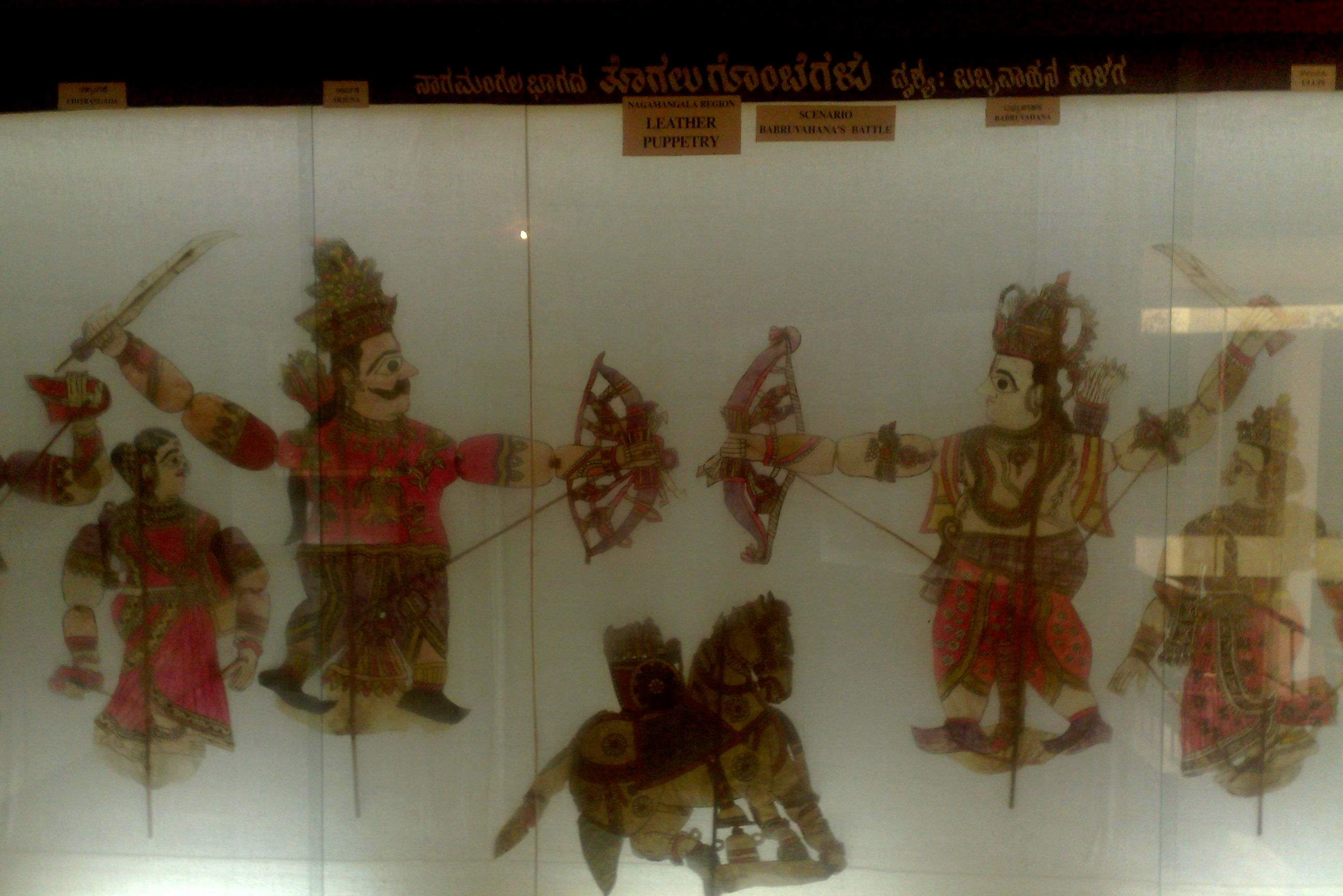
Marionnettes de cuir racontant la guerre entre des Pandava, celle d'Arjuna et de son fils Babruvahana.

Le Togalu Gombeyaata est un théâtre d'ombres spécifique à l'État du Karnataka en Inde.

## Fabrication des marionnettes
Les marionnettes utilisées dans le Togalu Gombeyaata sont faites de cuir. Les peaux de chèvres et de cerfs sont généralement utilisées, à cause de leur transparence et de leur faculté à absorber les couleurs. L'intérieur de la peau est traité avec du sel et de la soude caustique pour retirer les poils et autres impuretés, puis il est mis à sécher. Les couleurs sont appliquées en utilisant des teintures locales et végétales. Le plus souvent, ce sont le rouge, le vert, le bleu et le noir qui sont utilisés. Les peaux sont ensuite découpées dans les formes adéquates et reliées en utilisant des ficelles et des petits bâtons. Pour les marionnettes représentant des humains et des animaux, la tête et les membres sont assemblés de telle sorte qu'ils puissent être aisément mobiles. La taille maximum de la marionnette est d'environ 120x90cm, et sa taille minimum 15x8 cm.
Les marionnettes représentent généralement des personnages issus des épopées hindoues, comme le Râmâyana et le Mahâbhârata. Mais de nos jours, on peut aussi y trouver des personnages tels que le Mahatma Gandhi.

## La scène
Une scène est dressée en utilisant du bambou et des couvertures de laines. Un tissu à moitié transparent est tendu au travers et sert d'écran sur lequel les images de marionnettes sont projetées. Les marionnettes sont enfilées sur un fil derrière l'écran et une lampe à huile projette leur image sur l'écran. Les marionnettistes se trouvent derrière et manipulent leurs marionnettes. En ce qui concerne les innovations les plus récentes, on peut citer l'utilisation de cadres en métal pour la scène, l'arrivée de haut-parleurs et l'usage de lampes à arc.

## La représentation
Le spectacle commence habituellement avec une invocation de Ganesh et de Sarasvati.
Les scènes jouées proviennent généralement des Râmâyana, Mahâbhârata ou Purana.
Les marionnettistes font les voix et sont accompagnés de musiciens jouant du mukhavînâ ou de l'harmonium.
Les marionnettes sont manipulées à l'aide de ficelles et de cordes.
Commençant la nuit, les représentations peuvent durer jusqu'à l'aube.

## Recherches
Le Karnataka Chitrakala Parishath (en) fait des recherches sur cet art et dispose d'une collection de marionnettes.

## Source de la traduction
- (en) Cet article est partiellement ou en totalité issu de l’article de Wikipédia en anglais intitulé « Togalu Gombeyaata » (voir la liste des auteurs).